# Stegobolus pruinatus
Stegobolus pruinatus är en lavart som först beskrevs av Nagarkar & Hale, och fick sitt nu gällande namn av Frisch 2006. Stegobolus pruinatus ingår i släktet Stegobolus och familjen Thelotremataceae.   Inga underarter finns listade i Catalogue of Life.